# 梅拉妮·马歇尔
梅拉妮·马歇尔（英語：Melanie Marshall，1982年1月12日—），英国女子游泳运动员。她曾代表英格兰参加2002年和2006年英联邦运动会游泳比赛，获得五枚银牌和二枚铜牌。她也曾参加2004年和2008年夏季奥运会。